# Gisela de Borgoña (marquesa de Montferrato)
Gisela de Borgoña (1075-1135), fue la condesa consorte de Saboya y marquesa consorte de Montferrato.  Fue la hija de Guillermo I de Borgoña y de Estefania de Bigorra.
Se casó dos veces, la primera vez se casó  en 1090 con Humberto II de Saboya, con quien tuvo: 
- Amadeo III de Saboya.
- Guillermo, obispo de Lieja.
- Adela de Maurienne (muerto en 1154), esposa del rey Luis VI de Francia.
- Inés (muerta en 1127), esposa de Arcimboldo VI, señor de Borbón.
- Humberto.
- Reginaldo.
- Guido, abad de Namur.

Y después se casó en 1105 con el marqués Rainiero de Montferrato con quien tuvo:
- Juana, quien se casó con Guillermo Clito, conde de Flandes, en 1127, y había enviudado un año después.
- Guillermo V de Montferrato.
- Matilde, esposa de Alberto de Parodi, margrave de Parodi.
- Adelasia, una monja.
- Isabel, esposa de Guido, conde de Biandrate.